# Bengt Åhrström
Bengt Olov Rodrik Åhrström, född 15 mars 1900 i Luleå och död 29 januari 1958 i Piteå, var advokat med egen advokatbyrå i Piteå från 1926. Han var också kommunalborgmästare i Piteå stad från 1948 och ledamot av Sveriges advokatsamfund från 1929 till sin död.  Han blev utsedd till riddare av Kungliga Vasaorden (RVO1Kl) 1955.
Åhrström tog studentexamen i Luleå 1918 och jur.kand. examen vid Uppsala universitet 1922. Han var också statens förlikningsman i övre norra distriktet från 1945 och god man för allmänna arvsfonden från 1937.
Hans farfar Oskar Åhrström (1842-1915) var den sista personen som muntligen förde Ättesagan från Orrbyn vidare. Han berättade ättesagen för arkeologen Gustav Hallström som publicerade sagan. Den beskriver hur den första fasta bebyggelsen kom till Rånetrakten för ungefär tusen år sedan och hur det gick för släkten fram till tiden då Luleå stad grundades 1621. 
Åhrström var gift med Annie Thoris Leonie Andersson (1907-1987), som kallade sig för Lena. Paret hade fem barn.